# Sanjō
|  | Per a altres significats, vegeu «Emperador Sanjō». |

Sanjō (三条市, Sanjō-shi) és una ciutat de la prefectura de Niigata, al Japó.
El 2015 tenia una població estimada de 101.775 habitants. Té una àrea total de 431,01 km².

## Geografia
Sanjō està situada al centre de la prefectura de Niigata. El riu Shinano creua la ciutat de sud a nord.